# Hoàng Hưng
Hoàng Hưng (phồn thể: 黃興, giản thể: 黄兴, bính âm: Huáng Xīng hay Huang Hsing; sinh ngày 25 tháng 10 năm 1874 – mất 31 tháng 10 năm 1916) là nhà lãnh đạo cách mạng, thủ lĩnh quân sự và chính khách của Trung Quốc, ông là tham mưu trưởng đầu tiên của quân đội cách mạng Trung Hoa Dân Quốc. Vì là một trong những người đầu tiên sáng lập nên Quốc Dân Đảng nên ông được xem là nhân vật đứng thứ hai chỉ sau Tôn Trung Sơn. Họ được xem là cặp đôi Tôn – Hoàng trong suốt cuộc khởi nghĩa cách mạng chống lại triều đình Mãn Thanh. Mộ ông tọa lạc tại núi Nhạc Lộc, Trường Sa, Hồ Nam, Trung Quốc.
Hoàng sinh ra tại làng Cao Đường, nay thuộc Trường Sa, Hồ Nam. Cũng như nhiều người Trung Hoa sinh trước năm 1949, Hoàng có nhiều tên khác nhau trong cuộc đời. Tên khai sinh của ông là Hoàng Chấn, nhưng sau đổi thành Hoàng Hưng. Ông cũng có tên tự là Khắc Cường. Trong giai đoạn sau 1911, ông cũng dùng những tên Lý Hữu Khánh và Trương Thủ Chính.

## Tiểu sử

### Thiếu thời
Hoàng Hưng bắt đầu học tập tại Học viện Nam Trường Sa danh tiếng năm 1893, và đỗ Tiến sĩ khi mới 22 tuổi. Năm 1898, Hoàng được chọn theo học tiếp tại Đại học Lưỡng Hồ Vũ Xương, tốt nghiệp năm 1901. Năm 1902, Hoàng được Tổng đốc Hồ quảng Trương Chi Động chọn gửi đi học tại Nhật Bản, vào học tại trường Đại học Hồng Văn Tokyo.
Lúc ở Nhật, Hoàng trở nên yêu thích quân sự, và học tập nghệ thuật quân sự hiện đại với sĩ quan Nhật trong thời gian rảnh. Hoàng cũng tập cưỡi ngựa bắn súng mỗi sáng. Sự huấn luyện quân sự tại Nhật giúp Hoàng sau này khi là một người cách mạng Trung Hoa.

### Bỏ văn theo võ
Năm 1903, để phản đối hành động xâm chiếm của Nga tại Ngoại Mông và Mãn Châu, Hoàng tổ chức một đội quân tình nguyện gồm hơn 200 du học sinh tại Nhật. Cùng năm, Hoàng trở về Trung Hoa và tổ chức một hội nghị với Trần Thiên Hoa, Tống Giáo Nhân, và hơn 20 người khác. Nhóm thành lập Hưng Trung hội, một đảng cách mạng bí mật chủ trương lật đổ nhà Thanh. Hoàng Hưng được bầu làm Chủ tịch.
Hưng Trung hội hợp tác với những phe phái cách mạng khác, và năm 1905 tổ chức một cuộc khởi nghĩa vũ trang tại Trường Sa nhân dịp Thất tuần khánh thọ của Từ Hi Thái hậu. Kế hoạch của hội bị lộ, và các hội viên (bao gồm Hoàng) phải trốn sang Nhật. Tại Nhật, Hoàng gặp Tôn Dật Tiên và giúp Tôn thành lập Đồng Minh hội, một đảng cách mạng khác chủ trương phản Thanh. Hoàng giữ vị trí Ủy viên Thường vụ, là yếu nhân thứ hai sau Tôn. Sau khi Đồng Minh hội thành lập, Hoàng cống hiến cho cách mạng.

### Các cuộc khởi nghĩa bất thành
Năm 1907, Hoàng bí mật trở về Trung Hoa và đến Hà nội, thủ phủ Liên bang Đông dương thuộc Pháp tham gia hàng loạt các cuộc khởi nghĩa, bao gồm Khởi nghĩa Tần Châu, Khởi nghĩa Phương Thành, và Khởi nghĩa Trấn Nam Quan. Tất cả các cuộc khởi nghĩa này đều thất bại. Mùa thu 1909, Hoàng theo lệnh Tôn Dật Tiên thành lập chi nhánh phía Nam của Đồng minh hội, và chuẩn bị khởi nghĩa vũ trang ở Quảng Châu. Mùa xuân 1909, Hoàng lãnh đạo một cuộc khởi nghĩa khác, nhưng cũng thất bại. Tháng 10 năm 1909, Hoàng tổ chức hội nghị với Tôn Dật Tiên tại thuộc địa Anh Penang (nay thuộc Malaysia). Hội nghị quyết định tập trung nhân lực vật lực để chuẩn bị khởi nghĩa sau này ở Quảng Châu.
Mùa xuân 1911, Hoàng thành lập Ủy ban Khởi nghĩa Quảng Châu tại Hương Cảng, và nắm vai trò Chủ tịch. Ngày 27 tháng 4, Hoàng phát động Khởi nghĩa Hoàng Hoa Cương ở Quảng Châu, lãnh đạo hàng trăm người lùng bắt quyền Tổng đốc Lưỡng Quảng Trương Minh Kỳ. Hoàng và những người khởi nghĩa không bắt được Tổng đốc, đã trèo qua tường bỏ trốn. Khởi nghĩa Hoàng Hoa Cương là cuộc khởi nghĩa bất thành cuối cùng trước khi Khởi nghĩa Vũ Xương thành công lật đổ nhà Thanh cuối năm 1911.

### Chống Viên Thế Khải
Ngày 1 tháng 1 năm 1912, Chính phủ Lâm thời Nam Kinh thành lập, và Hoàng là một trong những lãnh tụ. Tháng 8 năm 1913, Hoàng trở thành Tổng tài Quốc dân đảng. Tháng 3 năm 1913, Tổng thống lâm thời của Trung Hoa Dân Quốc vừa thành lập, Viên Thế Khải, ám sát Chủ tịch Quốc dân đảng, Tống Giáo Nhân, khi Đảng vừa thắng lợi trong cuộc bầu cử đầu tiên của Trung Hoa và Tống có ý định hạn chế quyền lực của Viên trong chính phủ mới.
Năm 1913, Viên Thế Khải trục xuất các thành viên Quốc dân đảng khỏi tất cả các cơ quan chính phủ và dời chính phủ về Bắc Kinh. Hoàng ở lại Nam Kinh, dự định tái lập quân đội phía Nam để chống Viên. Vì thiếu tiền, quân của Hoàng nổi loạn, và Hoàng phải bỏ Nam Kinh lui về khu tô giới ở Thượng Hải. Tôn Dật Tiên một lần nữa trốn sang Nhật vào tháng 11 năm 1913.
Tháng 7 năm 1914, Tôn tổ chức lực lượng phạt Viên, và Cách mạng lần thứ 2 bùng nổ. Ngày 14 tháng 7, Hoàng từ Thượng Hải đến Nam Kinh, thuyết phục Đốc quân Giang Tô tuyên bố độc lập khỏi Viên, và lên làm Tư lệnh quân chống Viên tại Giang Tô. Sau khi cuộc nổi dậy của Hoàng tại Giang Tô thất bại, Hoàng lại trốn sang Nhật.

### Những năm cuối đời
Hoàng sang Hoa Kỳ năm 1914, và Viên Thế Khải tái lập đế chế năm 1915. Ở nước ngoài, Hoàng gây quỹ để thành lập một đạo Hộ quốc quân Vân Nam chống Viên. Sau khi Viên chết, tháng 6 năm 1916, Hoàng trở về Trung Hoa. Tháng 10 năm 1916, Hoàng chết ở Thượng Hải ở tuổi 42. Ngày 15 tháng 4 năm 1917, Hoàng được tổ chức quốc tang, và được chôn cất tại Trường Sa trên ngọn Nhạc Lộc Sơn.

## Tưởng nhớ
- Tại Trường Sa, đường Nam Trịnh được đổi tên thành đường Hoàng Hưng năm 1934. Tên Hoàng Hưng cũng được đặt cho các đường phố ở Thượng Hải và Vũ Hán.
- Thị trấn nơi Hoàng Hưng sinh ra được đổi tên thành "Hoàng Hưng trấn" để tưởng nhớ ông.
- Tương tự các công viên Trung Sơn, Công viên Hoàng Hưng tại Thượng Hải được đặt theo tên Hoàng Hưng.

### Trong văn hóa đại chúng
Hoàng Hưng do Thành Long thủ vai trong phim 1911, ra mắt năm 2011 nhân kỷ niệm 100 năm Khởi nghĩa Vũ Xương
.